# Uracentron
Uracentron es un género de lagartos de la familia Tropiduridae. Incluye a dos especies que se distribuyen por las regiones selváticas de la cuenca amazónica, de la cuenca del Orinoco y Guayanas. Ambas especies son altamente arbóreas y tienen una cola con pinchos.

## Especies
Se reconocen a las siguientes especies:
- Uracentron azureum (Linnaeus, 1758)
- Uracentron flaviceps (Guichenot, 1855)